# Station Hamburg-Nettelnburg
Station Hamburg-Nettelnburg (Haltepunkt Hamburg-Nettelnburg, kort: Haltepunkt Nettelnburg) is een spoorwegstation in het stadsdeel Bergedorf van de Duitse stad Hamburg. Het station is onderdeel van de S-Bahn van Hamburg aan de spoorlijn Hamburg Hauptbahnhof - Aumühle en is geopend op 28 mei 1970.

## Indeling
Het station telt één eilandperron met twee perronsporen. Langs het station lopen sporen van de doorgaande spoorlijn Berlijn - Hamburg. Het perron is over een klein deel overkapt. In het midden van het perron zijn er trappen en een lift tunnel onder de sporen. Deze sluit in het noorden aan op een voetgangersbrug over de straat Friedrich-Frank-Bogen, die aansluit op een buurtwinkelcentrum. Tevens aan de noordzijde bevinden zich de bushaltes van het treinstation en enkele fietsenstallingen. Aan de zuidzijde komt de uitgang van het station uit op het Edith-Stein-Platz, hier bevinden zich enkele winkels. Aan de aansluitende straat Rahel-Vamhagen-Weg is er nog één bushalte. Aan deze zijde ligt een Parkeer en Reisterrein en ook een aantal fietsenstallingen.

## S-Bahnlijnen
De volgende S-Bahnlijn doet het station Nettelnburg aan:
| Serie | Treinsoort        | Route                                                                              | Bijzonderheden |
| ----- | ----------------- | ---------------------------------------------------------------------------------- | -------------- |
|       | S-Bahn (DB Regio) | Altona – Dammtor – Hauptbahnhof – Berliner Tor – Nettelnburg – Bergedorf – Aumühle |                |